# 欧内斯特·亨利 (游泳运动员)
欧内斯特·亨利（英語：Ernest Henry，1904年5月13日—1998年6月3日），澳大利亚男子游泳运动员。他曾代表澳大利亚参加1924年夏季奥林匹克运动会游泳比赛，获得男子4×200米自由泳接力银牌。